# Den okände Kimi Räikkönen
Den okände Kimi Räikkönen (finska: Tuntematon Kimi Räikkönen) är en bok skriven av Kari Hotakainen som släpptes på finska och översatt till svenska den 16 augusti 2018 som handlar om Kimi Räikkönens karriär som formel 1-förare.